# 주진형 (원나라)
주진형(朱震亨, 1281년 ~ 1358년)은 중국 원나라의 의사로 자는 언수(彦修), 호는 단계(丹溪)이며 무주 의오(婺州 義烏, 현재의 저장성 진화시 이우시) 출신이다. 그의 호를 따서 주단계(朱丹溪)라고 부르기도 하며 금원사대가(金元四大家) 가운데 한 사람이기도 하다.

## 생애
주진형은 어린 시절부터 사서오경과 성리학을 배웠고 36세 시절에 허겸(許謙)의 제자가 되면서 유학을 배웠다. 44세 시절이던 1325년에 의사인 나지제(羅知悌)의 제자가 되면서 의학을 배웠고 《황제내경》(黃帝內經)을 비롯한 고전 의학서를 연구하게 된다. 주진형은 원나라 관학계를 중심으로 성행하던 맵고 건조한 한약재를 사용하는 국방(局方) 의술을 비판하는 한편 덥고 습한 기후를 띠는 장강 이남 지방에 맞는 의술을 연구했다.
주진형은 유완소(劉完素), 이고(李杲)가 제시한 학설을 발전시키면서 "사람의 몸에 있는 양(陽)과 음(陰)은 항상 남아돈다."는 상화(相火) 이론을 제시했다. 주진형은 상화에 의지하는 인체는 오장(五臟, 내장)을 따뜻하게 하고 기를 충전하지만 반대로 상화가 망동하면 각종 질병이 일어나게 된다고 지적했고 건강 관리를 잘 하기 위해서는 식욕(食慾)과 색욕(色慾)을 절제하고 인체의 음분(陰分)을 보양할 것을 주장했다. 또한 체력이 약해지면서 혈액과 체액이 고갈되어 열이 생긴 인체를 촉촉하게 하고 음을 보양해서 식히자는 자음강화(滋陰降火) 이론을 제시하기도 했다.
주진형은 금원사대가에서 자음파(滋陰派) 또는 양음파(養陰派)로 분류되며 경옥고(瓊玉膏), 월국환(越鞠丸), 대보음환(大補陰丸) 등의 새로운 한약을 발명하기도 했다. 저서로는 《단계심법》(丹溪心法), 《격치여론》(格致餘論), 《국방발휘》(局方發揮), 《본초연의보유》(本草衍義補遺), 《금궤구원》(金匱鉤元), 《상한론변》(傷寒論辨), 《외과정요발휘》(外科精要發揮) 등이 있다.